# Ati jezik
Ati jezik (ISO 639-3: atk), centralnovisajski jezik, šire centralnofilipinske skupine, kojim govori 1 500 ljudi (1980 SIL) na filipinskom otoku Panay, ali i u malenim skupinama po ostalim provincijama.
Ati ima nekoliko dijalekata, a najgovoreniji je barotac viejo nagpana. U upotrebi je i hiligaynon [hil].

## Vanjske poveznice
- Ethnologue (14th)
- Ethnologue (15th)